# 山辺常重

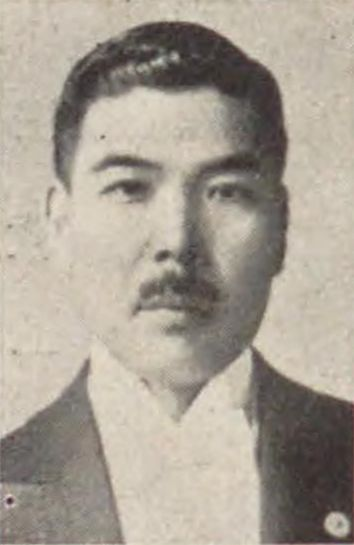
山辺常重

山辺 常重（やまべ つねしげ、1876年〈明治9年〉8月1日 - 1944年〈昭和19年〉7月29日）は、日本の政治家。衆議院議員。

## 来歴
長野県小県郡神川村（現上田市）生まれ。中央大学法学部卒業、東京株式取引所の仲買人を経て、巴商会支配人のほか、東京実株代行、大雄山鉄道、日満モリス興業、妙高温泉土地、日本勧業中央屑物市場の各取締役、大原簿記学校理事などを歴任した。
大正9年（1920年）第14回衆議院議員総選挙に初当選し、民政党の相談役を務めた。